# Dulov
Dulov (hongrois : Dúlóújfalu) est un village de Slovaquie situé dans la région de Trenčín.

## Histoire
La première mention écrite du village date de 1259.

## Démographie

### Évolution de la population
| Année:               | 1994. | 2004.   | 2014.   | 2024.   |
| -------------------- | ----- | ------- | ------- | ------- |
| Nombre de personnes: | 916   | 926     | 921     | 888     |
| Différence:          |       | +1,09 % | -0,53 % | -3,58 % |

| Année:               | 2023. | 2024.   |
| -------------------- | ----- | ------- |
| Nombre de personnes: | 899   | 888     |
| Différence:          |       | -1,22 % |